# Ansambl Kolbe
Ansambl Kolbe, punim imenom Ansambl sv. Maksimilijana Kolbea, katolička je kazališna družina iz Zagreba, osnovana 2012. pod okriljem Hrvatske provincije sv. Jeronima franjevaca konventualaca. Prva je kazališna skupina takve vrste u Hrvatskoj i među rijetkima u svijetu. Repertoar ansambla čine djela kršćanske tematike. Djeluje u sklopu svetišta sv. Antuna Padovanskog u Zagrebu.
Ansambl je dosad nastupao u zagrebačkome „Lisinskom”, na Festivalu kršćanskoga kazališta i diljem Hrvatske. 
Najveći uspjeh Ansambla jest koprodukcija mjuzikla Uskrsli s Kazalištem Komedija, na čijemu se stalnome repertoaru nalazio u razdoblju između 2014. i 2017. Ansambl izvodi i autorski mjuzikl Svetac svega svijeta o životu i djelu sv. Antuna Padovanskog. Zaštitni znak Ansambla je mjuzikl o zaštitniku Ansambla, sv. Maksimilijanu Kolbeu, Život za život.
Muzikl Tamo gdje je ljubav praizveden je u jesen 2023. Libreto su napisala Marijana Nola i Robert Bošković na temelju neobjavljene drame Obitelj - U sjeni Tvojih krila Larise Kramer, glazbu obitelj Bardun, a koreografiju Rebeka Čuljak.